# Hrubá Skála
Hrubá Skála (deutsch Groß Skal, auch Großskal) ist eine Gemeinde in Tschechien. Sie liegt sechs Kilometer südöstlich von Turnov an der Fernverkehrsstraße I/35 im Böhmischen Paradies und gehört zum Okres Semily.

## Geschichte
Der Ortsname leitet sich von der Lage der ehemaligen Burg Skála ab, die auf einem Felsen lag und 1353 erstmals erwähnt wurde, als sie im Besitz des Hynek von Waldstein war. Sie war Sitz der gleichnamigen Grundherrschaft Skála, die seit dem 18. Jahrhundert als Groß Skal (Hrubá Skála), zur Unterscheidung des unweit gelegenen Klein Skal (Malá Skála), bezeichnet wurde. Anfang des 16. Jahrhunderts bestand sie aus 54 Dörfern und gehörte den Herren von Boskowitz. 1515 erwarb Sigmund Smiřický von Smiřice die Herrschaft. Die Smiřický von Smiřice vergrößerten das Herrschaftsgebiet, modernisierten die Landwirtschaft und gründeten Manufakturen. Dadurch wurde Groß Skal Anfang des 17. Jahrhunderts zu einer der größten böhmischen Herrschaften. Nachdem die Besitzungen der Smiřický von Smiřice nach der Schlacht am Weißen Berge konfisziert wurden, fiel Groß Skal wieder an die Herren von Waldstein. Im Dreißigjährigen Krieg wurde die Herrschaft 1636 von sächsischen und kaiserlichen Truppen verwüstet.
Franz Adam von Waldstein verkaufte die Herrschaft Groß Skal 1821 an Johann Anton Lexa von Aehrenthal.
Die Einwohnerzahl der Ortschaft Hrubá Skála blieb unbedeutend. Sie bildet den Ausgangspunkt zur westlich des Dorfes liegenden Groß Skaler Felsenstadt.

## Gemeindegliederung
Die Gemeinde Hrubá Skála besteht aus den Ortsteilen Bohuslav (Bohuslaw), Borek, Doubravice (Doubrawitz), Hnanice (Hnanitz), Hrubá Skála (Groß Skal), Krčkovice (Kretschkowitz), Rokytnice (Rokitnitz) und Želejov (Schellejow). Grundsiedlungseinheiten sind Bohuslav, Borek, Hnanice, Hrubá Skála und Krčkovice.
Das Gemeindegebiet gliedert sich in die Katastralbezirke Hnanice pod Troskami und Hrubá Skála.

## Sehenswürdigkeiten
- Schloss Hrubá Skála

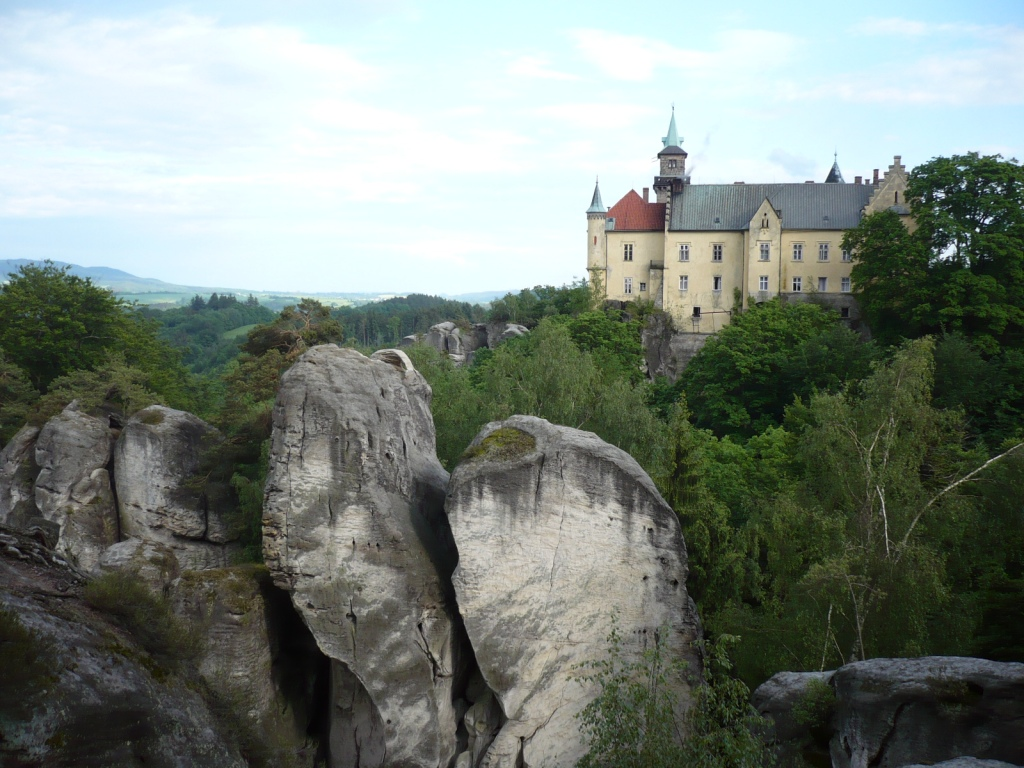
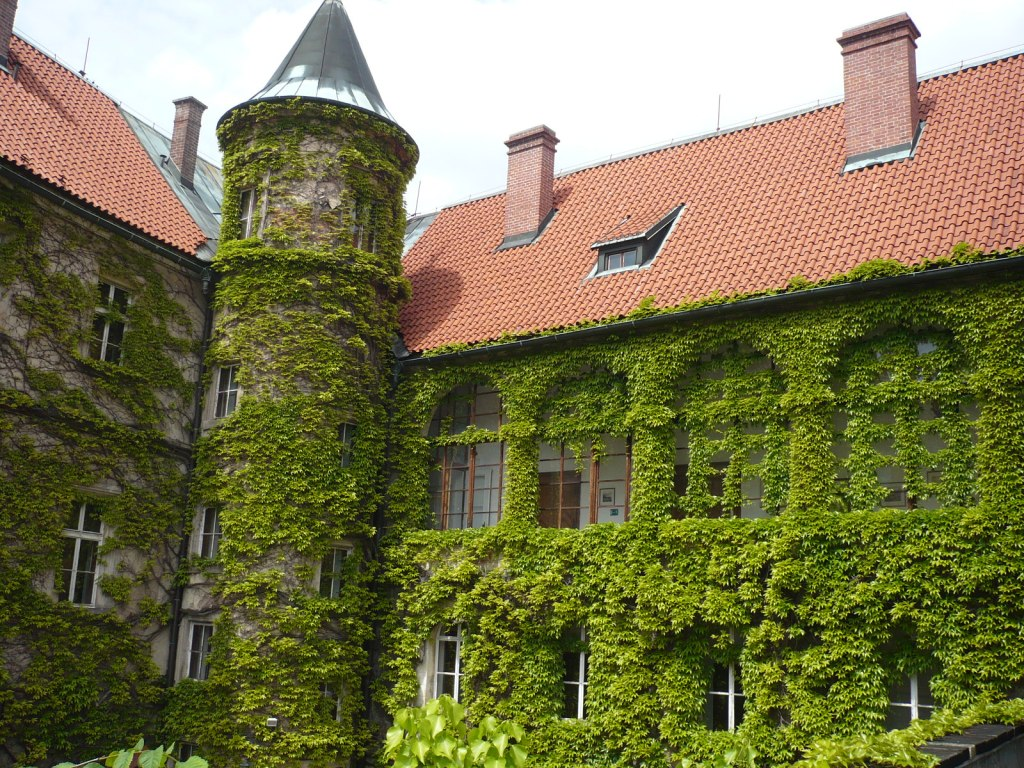
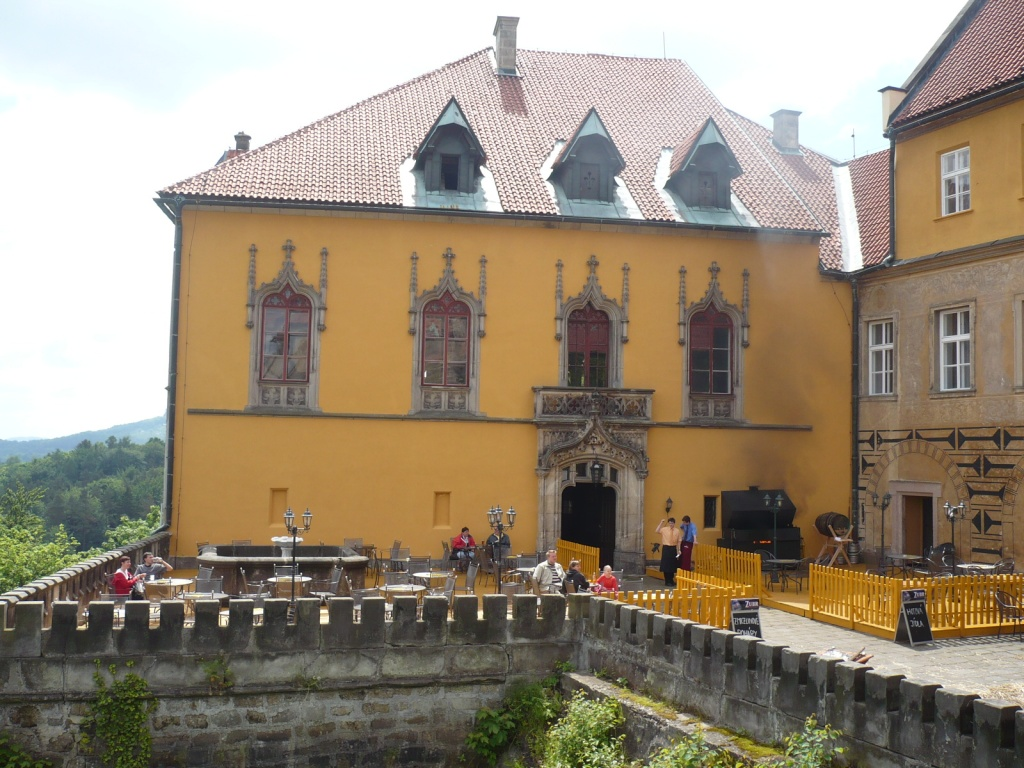
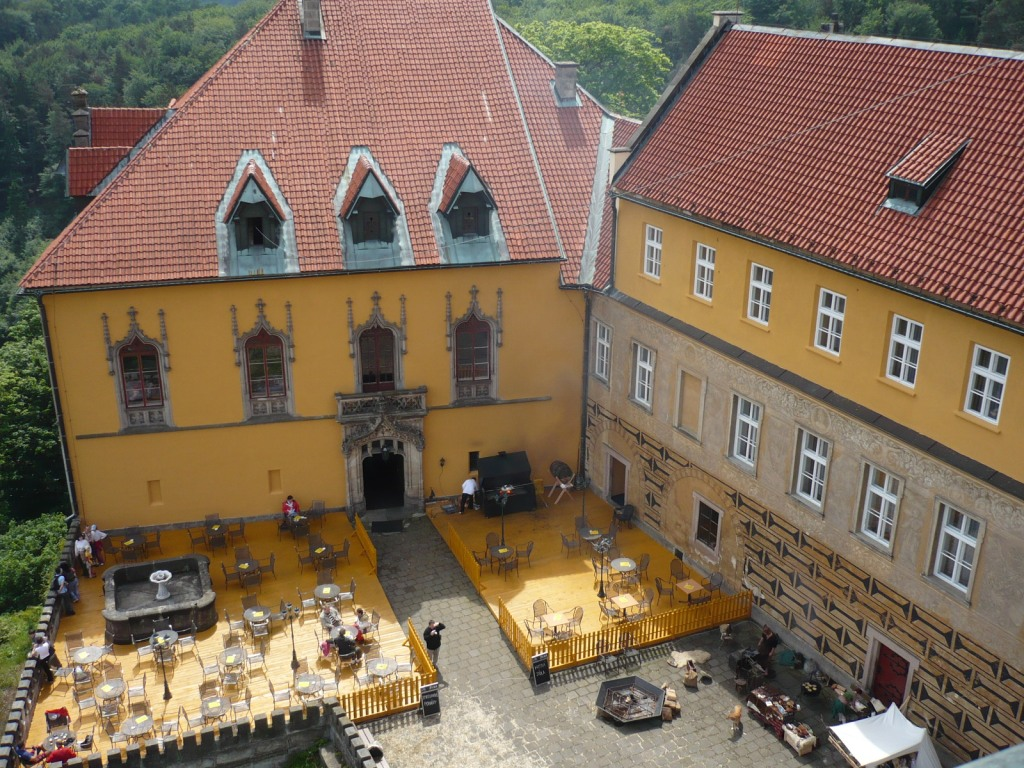

- Symbolischer Bergsteigerfriedhof (zur Erinnerung an die Opfer der Andenexpedition nach Peru 1970)

## Söhne und Töchter der Gemeinde
- Albrecht Jan Smiřický von Smiřice (1594–1618),  Vertreter der böhmischen Adelsfamilie Smiřický von Smiřice
- Peter Titz (1823–1873), im Ortsteil Rokitnitz geborener Orgelbauer
- Alois Lexa von Ährenthal (1854–1912), österreich-ungarischer Politiker

## Nachbargemeinden
| Turnov Kacanovy   | Karlovice                                   | Karlovice                   |
| Kacanovy Vyskeř   | Kompassrose, die auf Nachbargemeinden zeigt | Rovensko pod Troskami Ktová |
| Vyskeř Troskovice | Troskovice                                  | Ktová                       |